# ماساأو سوكموتو
ماساأُو سوگِموتو (باليابانية: 杉本 雅央) (26 يونيو 1967 في شيزوكا في اليابان – )؛ هو لاعب كرة قدم ياباني سابق كان يلعب كلاعب وسط.

## وصلات خارجية
- ماساأو سوكموتو على موقع رابطة كرة القدم اليابانية للمحترفين (اليابانية)
- ماساأو سوكموتو على موقع عالم كرة القدم.نت (الإنجليزية)